# Стрільба на літніх Олімпійських іграх 1996
Змагання з стрільби на літніх Олімпійських іграх 1996 в Атланті відбулися в Стрілецькому комплексі Волф-Крік. Розіграно 15 комплектів нагород.

## Медальний залік

### Таблиця медалей
| Місце                | Країна               | Золото | Срібло | Бронза | Загалом |
| -------------------- | -------------------- | ------ | ------ | ------ | ------- |
| 1                    | Росія (RUS)          | 3      | 2      | 1      | 6       |
| 2                    | Китай (CHN)          | 2      | 2      | 1      | 5       |
| 3                    | Німеччина (GER)      | 2      | 2      | 0      | 4       |
| 4                    | Італія (ITA)         | 2      | 1      | 2      | 5       |
| 5                    | Австралія (AUS)      | 2      | 0      | 1      | 3       |
| 6                    | Польща (POL)         | 1      | 1      | 1      | 3       |
| 6                    | США (USA)            | 1      | 1      | 1      | 3       |
| 8                    | Франція (FRA)        | 1      | 0      | 1      | 2       |
| 8                    | Югославія (YUG)      | 1      | 0      | 1      | 2       |
| 10                   | Болгарія (BUL)       | 0      | 2      | 2      | 4       |
| 11                   | Казахстан (KAZ)      | 0      | 2      | 1      | 3       |
| 12                   | Австрія (AUT)        | 0      | 1      | 1      | 2       |
| 13                   | Білорусь (BLR)       | 0      | 1      | 0      | 1       |
| 14                   | Словаччина (SVK)     | 0      | 0      | 1      | 1       |
| 14                   | Чехія (CZE)          | 0      | 0      | 1      | 1       |
| Загалом (15 збірних) | Загалом (15 збірних) | 15     | 15     | 15     | 45      |

## Чоловічі змагання
| Дисципліни                            | Золото                    | Срібло                        | Бронза                         |
| ------------------------------------- | ------------------------- | ----------------------------- | ------------------------------ |
| Гвинтівка з трьох положень, 50 метрів | Жан-П'єр Ама · Франція    | Сергій Бєляєв · Казахстан     | Вольфрам Вайбель · Австрія     |
| Гвинтівка лежачи, 50 метрів           | Крістіан Клес · Німеччина | Сергій Бєляєв · Казахстан     | Йозеф Ґенці · Словаччина       |
| Пневматична гвинтівка, 10 метрів      | Артем Хаджибеков · Росія  | Вольфрам Вайбель · Австрія    | Жан-П'єр Ама · Франція         |
| Пістолет, 50 метрів                   | Борис Кокорєв · Росія     | Ігор Басинський · Білорусь    | Роберто ді Донна · Італія      |
| Швидкісний пістолет, 25 метрів        | Ральф Шуманн · Німеччина  | Емил Милев · Болгарія         | Володимир Вохмянін · Казахстан |
| Пневматичний пістолет, 10 метрів      | Роберто ді Донна · Італія | Ван Їфу · Китай               | Таню Киряков · Болгарія        |
| Trap                                  | Майкл Даймонд · Австралія | Джош Лакатос · США            | Ленс Бейд · США                |
| Дубль-трап                            | Расселл Марк · Австралія  | Альбано Пера · Італія         | Чжан Бін · Китай               |
| Скит                                  | Енніо Фалько · Італія     | Мірослав Жепковський · Польща | Андреа Бенеллі · Італія        |
| Рухома мішень, 10 метрів              | Ян Лін · Китай            | Сяо Цзюн · Китай              | Мірослав Януш · Чехія          |

## Жіночі змагання
| Дисципліни                            | Золото                          | Срібло                      | Бронза                          |
| ------------------------------------- | ------------------------------- | --------------------------- | ------------------------------- |
| Гвинтівка з трьох положень, 50 метрів | Александра Івошев · Югославія   | Ірина Герасименок · Росія   | Рената Мауер-Ружанська · Польща |
| Пневматична гвинтівка, 10 метрів      | Рената Мауер-Ружанська · Польща | Петра Горнебер · Німеччина  | Александра Івошев · Югославія   |
| Пістолет, 25 метрів                   | Лі Дуйхун · Китай               | Діана Йоргова · Болгарія    | Марина Логвиненко · Росія       |
| Пневматичний пістолет, 10 метрів      | Ольга Кузнєцова · Росія         | Марина Логвиненко · Росія   | Марія Гроздева · Болгарія       |
| Дубль-трап                            | Кімберлі Род · США              | Зузанне Кірмаєр · Німеччина | Десері Гаддлстон · Австралія    |

## Країни-учасниці
Змагалися 419 стрільців (294 чоловіки і 125 жінок) зі 100 країн:
| - Албанія (2) - Андорра (1) - Ангола (1) - Аргентина (6) - Вірменія (1) - Австралія (16) - Австрія (3) - Азербайджан (2) - Бангладеш (1) - Барбадос (1) - Білорусь (10) - Бельгія (4) - Боснія і Герцеговина (1) - Бразилія (1) - Бруней (1) - Болгарія (9) - Канада (9) - Чилі (1) - Китай (24) - Китайський Тайбей (2) |  | - Колумбія (2) - Хорватія (4) - Куба (3) - Кіпр (3) - Чехія (17) - Данія (8) - Еквадор (1) - Єгипет (2) - Естонія (2) - Фінляндія (6) - Франція (13) - Грузія (3) - Німеччина (22) - Велика Британія (5) - Греція (3) - Гватемала (4) - Гонконг (1) - Угорщина (10) - Індія (2) - Іран (1) |  | - Ірак (1) - Ірландія (3) - Ізраїль (3) - Італія (15) - Японія (9) - Йорданія (1) - Казахстан (5) - Кенія (1) - Кувейт (2) - Киргизстан (2) - Латвія (2) - Литва (1) - Люксембург (2) - Македонія (1) - Малайзія (1) - Мальта (1) - Мексика (1) - Молдова (2) - Монако (1) - Монголія (2) |  | - М'янма (1) - Намібія (1) - Непал (1) - Нідерланди (2) - Нідерландські Антильські острови (1) - Нова Зеландія (2) - Нікарагуа (1) - КНДР (1) - Норвегія (7) - Оман (1) - Панама (1) - Перу (3) - Філіппіни (1) - Польща (10) - Португалія (4) - Пуерто-Рико (2) - Катар (1) - Румунія (4) - Росія (19) - Сан-Марино (2) |  | - Саудівська Аравія (1) - СР Югославія (7) - Сінгапур (1) - Словаччина (3) - Словенія (1) - Південно-Африканська Республіка (2) - Південна Корея (14) - Іспанія (6) - Шрі-Ланка (2) - Швеція (3) - Швейцарія (7) - Тайланд (3) - Туреччина (1) - Туркменістан (1) - Україна (9) - Об'єднані Арабські Емірати (1) - США (25) - Віргінські Острови (1) - Узбекистан (1) - В'єтнам (1) |